# Roberto Magris
Roberto Magris (* 19. Juni 1959 in Italien) ist ein italienischer Jazzpianist, Komponist und Arrangeur. Er wurde in Triest, Italien, geboren und lebt heute in den USA.

## Leben und Wirken
In den 1980er Jahren leitete Magris das Jazz-Trio Gruppo Jazz Marca und nahm drei Alben auf, Comunicazione Sonora (1982), Aria di Città (1983) und Mitteleuropa (1986), die 2006 vom englischen Label Arision neu aufgelegt wurden. 1987 gründete er sein italienisches Quartett, das fast 20 Jahre lang tätig war, Tourneen in Europa, Asien, Australien und Südamerika durchführte und vier Alben aufnahm, Life in Israel (herausgegeben von Jazzis), Maliblues, Live in Melbourne und Love Is Passing Thru. In den 1990er Jahren gründete er die Acid-Jazz-Gruppen DMA Urban Jazz Funk und Alfabeats Nu Jazz, die in Europa und Amerika auftraten und zwei Alben aufnahmen, Up To The Beat (2003) und Alfabeats Nu Jazz - Stones (2006). 1998 gründete Magris das Europlane Orchestra (ein mitteleuropäisches Jazzunternehmen, das von der INCE-CEI Central European Initiative gesponsert wird), dem Jazzmusiker aus verschiedenen mitteleuropäischen Ländern angehören. Mit dem Europlane Orchestra nahm er drei Alben auf, Live At Zooest, Plays Kurt Weill und Current Views (herausgegeben von Soul Note).
2005 schloss sich Magris mit dem ungarischen Saxophonisten Tony Lakatos auf dem Album Check-In (herausgegeben von Soul Note) zusammen. 2006 arbeitete Magris mit dem Bassisten Art Davis und dem Schlagzeuger Jimmy Junebug Jackson auf dem Album Kansas City Outbound (herausgegeben von JMood) zusammen. Im selben Jahr arbeitete er mit dem Altsaxophonisten Herb Geller an dem Album Il Bello del Jazz (Soul Note) zusammen. Einige Jahre später veröffentlichte JMood mit Herb Geller ein weiteres Album mit dem Titel An Evening with Herb Geller & The Roberto Magris Trio - Live in Europe 2009.
In den Vereinigten Staaten wurde Magris der musikalische Leiter von JMood und nahm zwei Alben zu Ehren des Trompeters Lee Morgan auf, zwei Alben im Trio, mit Elisa Pruett und Albert „Tootie“ Heath gewidmet waren zur Musik des Pianisten Elmo Hope und zum Erbe des Altsaxophonisten Julian Cannonball Adderley. Er hat ein Album aufgenommen in Los Angeles mit Idris Muhammad und den Saxmännern Paul Carr und Michael O’Neill, Mating Call ein Album mit Philadelphian Sam Reed, eine Doppel-CD als Hommage an die Bebop-Ära Aliens in a Bebop Planet, ein Album mit dem JM Horns High Quote, drei Alben mit seinem Trio aus Kansas City (Enigmatix, Need to Bring out Love und World Gardens). Er hat auch drei Album aufgenommen in Miami, Roberto Magris Sextet Live in Miami @ The WDNA Jazz Gallery mit einer Gruppe einschließlich Brian Lynch, Sun Stone mit Ira Sullivan und Match Point. Er hat auch drei Alben in Chicago aufgenommen: Suite!, mit einer Gruppe einschließlich Trompeter Eric Jacobson und Tenorsaxophonist Mark Colby, das Duo-Album Shuffling Ivories mit Bassist Eric Hochberg, und Duo & Trio mit Saxophonist Mark Colby.
In Europa trat Magris auf Festivals und in Jazzclubs mit dem MUH-Trio (Roberto Magris/František Uhlíř/Jaromir Helešic Trio) auf, das seinen Sitz in Prag hat und 2016 die Alben Prague After Dark aufnahm und A Step Into Light im Jahr 2020 (beide von JMood herausgegeben).
Magris hat mit der Big Band Ritmo Sinfonica aus Verona und dem Orchester Giovanile del Veneto Konzerte auf Klavier solo und für Jazzklavier, Orchester und Streicher gegeben und das Album Restless Spirits aufgenommen - die Big Band Ritmo-Sinfonica Città di Verona plays the music of Roberto Magris (herausgegeben von Velut Luna).
Der Kritiker Edward Blanco von All About Jazz bezeichnete Magris als einen der besten Klavierspieler der Welt. Der Jazzkritiker Ira Gitler schrieb: Als Pianist spiegelt [Magris] einige seiner am meisten bewunderten Modelle wider – Wynton Kelly, Tommy Flanagan, Bill Evans, Kenny Drew, Jaki Byard, Randy Weston, McCoy Tyner, Andrew Hill, Paul Bley, Don Pullen und Steve Kuhn - (in der Tat eine abwechslungsreiche Gruppe) auf seine Weise. Es gibt eine schnelle, geschmeidige rechte Hand und die reichen Harmonien des Zweihandübergangs in seinem Spiel, die nicht unbedingt sofortige Vergleiche mit den oben genannten oder anderen hervorrufen. 

## Diskographische Hinweise
- Gruppo Jazz Marca - Comunicazione Sonora (IAF, 1982 - neu ausstellen Arision, 2005)
- Gruppo Jazz Marca - Aria di Città (IAF, 1983 - neu ausstellen Arision, 2009)
- Gruppo Jazz Marca - Mitteleuropa (Gulliver, 1986 - neu ausstellen Arision, 2006)
- Roberto Magris Israsextet - Life In Israel, mit Ofer Israeli, Larry Smith u. a. (Jazzis, 1990)
- Roberto Magris & The D.I. Project - Music of Today, mit Achim Goettert, Joerg Drewing, Albrecht Riermeier, Martin Klingeberg, Rudi Engel u. a. (Splasch, 1992)
- Maliblues (Map, 1994)
- DMA Urban Jazz Funk - Up to the Beat (Map, 2003)
- Europlane Orchestra - Live at Zooest (Zooest, 1998)
- Europlane Orchestra - Plays Kurt Weill, mit Ines Reiger u. a. (Pull, 2000)
- Roberto Magris Europlane feat. Tony Lakatos – Check-In, mit Tony Lakatos, Michael Erian, Robert Balzar, Gabriele Centis und Fulvio Zafret (Soul Note, 2005)
- Alfabeats Nu Jazz - Stones (Oasis, 2006)
- Roberto Magris Europlane feat. Herb Geller – Il bello del Jazz, mit Herb Geller, Darko Jurkovic, Rudi Engel und Gabriele Centis (Soul Note, 2006)
- Current Views, mit Bill Molenhof, Philip Catherine, Roberto Ottaviano, Vitold Rek u. a. (Soul Note, 2009)
- Kansas City Outbound mit Art Davis und Jimmy Junebug Jackson (JMood, 2008)
- Big Band Ritmo-Sinfonica Città Di Verona Plays The Music Of Roberto Magris - Restless Spirits (Velut Luna, 2009)
- Mating Call, mit Paul Carr, Michael O’Neill, Elisa Pruett und Idris Muhammad (JMood, 2010)
- Roberto Magris Quartet With Voice - Canzoni Italiane In Jazz (Pop-Eye, 2011)
- Morgan Rewind: A Tribute To Lee Morgan Vol. 1 mit Brandon Lee, Logan Richardson, Elisa Pruett und Albert „Tootie“ Heath (JMood, 2012)
- One Night In With Hope And More, Vol. 1 mit Elisa Pruett und Albert Tootie Heath (JMood, 2012)
- Aliens In A Bebop Planet mit Matt Otto, Dominique Sanders, Brian Steever, Pablo Sanhueza und Eddie Charles (JMood, 2012)
- Sam Reed Meets Roberto Magris - Ready For Reed mit Sam Reed, Kendall Moore, Steve Lambert, Dominique Sanders, Brian Steever und Pablo Sanhueza (JMood, 2013)
- Cannonball Funk'n Friends mit Hermon Mehari, Jim Mair, Dominique Sanders, Alonzo Scooter Powell (JMood, 2013)
- One Night In With Hope And More, Vol. 2 mit Elisa Pruett, Brian Steever und Albert Tootie Heath (JMood, 2013)
- Morgan Rewind: A Tribute To Lee Morgan Vol. 2 mit Hermon Mehari, Jim Mair, Peter Schlamb, Elisa Pruett, Brian Steever und Pablo Sanhueza (JMood, 2013)
- An Evening With Herb Geller & The Roberto Magris Trio – Live In Europe 2009, mit Herb Geller, Nikola Matosic und Enzo Carpentieri (JMood, 2014)
- Enigmatix mit Dominique Sanders, Brian Steever, Pablo Sanhueza und Monique Danielle (JMood, 2015)
- Need To Bring Out Love mit Dominique Sanders, Brian Steever, Julia Haile und Monique Danielle (JMood, 2016)
- The MUH Trio - Magris/Uhlir/Helesic Trio - Prague After Dark mit František Uhlíř und Jaromir Helesic (JMood, 2017)
- Roberto Magris Sextet Live In Miami @ The WDNA Jazz Gallery mit Brian Lynch, Jonathan Gomez, Chuck Bergeron, John Yarling und Murph Aucamp (JMood, 2017)
- World Gardens mit Dominique Sanders, Brian Steever und Pablo Sanhueza (JMood, 2018)
- Sun Stone with Ira Sullivan, Mark Colby, Shareef Clayton, Jamie Ousley, Rodolfo Zuniga (JMood, 2019)
- Suite! with Mark Colby, Eric Jacobson, Eric Hochberg, Greg Artry, PJ Aubree Collins (JMood, 2019)
- The MUH Trio - Magris/Uhlir/Helesic Trio - A Step Into Light mit František Uhlíř und Jaromir Helesic (JMood, 2020)
- Roberto Magris Quartet - Live in Melbourne mit Ettore Martin, Rob Severini und Enzo Carpentieri (RSP, 2020)
- Shuffling Ivories mit Eric Hochberg (JMood, 2021)
- Match Point mit Alfredo Chacon, Dion Kerr, Rodolfo Zuniga (JMood, 2021)
- Duo & Trio mit Mark Colby (JMood, 2022)
- High Quote mit Matt Otto, Monique Danielle, Jim Mair (JMood, 2023)
- Love Is Passing Thru mit Ettore Martin, Danilo Gallo und Enzo Carpentieri (JMood, 2024)
- Freedom Is Peace mit Tony Lakatos, Florian Brambock, Lukas Oravec, Rudi Engel, Gasper Bertoncelj (JMood, 2024)